# Cilgerran
Cilgerran är en community i Storbritannien.   Den ligger i kommunen Pembrokeshire och riksdelen Wales, i den södra delen av landet, 300 km väster om huvudstaden London.
I communityn ligger förutom byn Cilgerran även byarna Bridell, Llantood och Rhoshill.